# Carex elytroides
Carex elytroides là một loài thực vật có hoa trong họ Cói. Loài này được Fr. mô tả khoa học đầu tiên năm 1846.